# Elasmosaurinae
Clade
Sous-famille
Synonymes
- †Styxosaurinae Otero, 2016

Elasmosaurinae est un clade fossile (précédemment classé comme sous-famille) de plésiosaures de la famille des Elasmosauridae (super-famille des Plesiosauroidea). 

## Historique
La sous-famille des Elasmosaurinae est décrite en 1962 par le paléontologue américain Samuel Paul Welles (1907-1997),. Cette sous-famille est reclassée en clade 2019 par le paléontologue argentin José Patricio O’Gorman (d),.

### Fossiles
Selon Paleobiology Database en 2024, ce clade ou sous-famille des Elasmosaurinae a vingt-et-une collections référencées de fossiles. Ces collections sont Turonien au Maastrichtien inférieur du Crétacé supérieur, c'est-à-dire datent de 93,5 à 66 Ma avant notre ère.

### Répartition
Selon Paleobiology Database en 2024, ce clade ou sous-famille des Elasmosaurinae a ces collections de fossiles au Canada (2)(Alberta, Saskatchewan), au Japon (7) et aux États-Unis (12)(Californie, Kansas, Montana, Nebraska, Dakota du Sud, Wyoming).

### Étymologie
Le clade ou sous-famille des Elasmosaurinae doit son nom à la famille des Elasmosauridae.

### Synonyme
La sous-famille des Elasmosaurinae a un synonyme :
- †Styxosaurinae Otero, 2016[4] suivi en 2017 par Serratos et al.[5]

### Famille
Ce clade ou sous-famille des Elasmosaurinae est classé dans le clade des Euelasmosaurida et dans la famille des Elasmosauridae en 2019 par le paléontologue argentin José Patricio O’Gorman (d),

## Liste des genres
Selon Paleobiology Database en 2024, ce clade ou sous-famille des Elasmosaurinae a six genres inclus :
- †Albertonectes  Kubo et al., 2012
- †Elasmosaurus Cope, 1868
- †Hydrotherosaurus Welles, 1943
- †Nakonanectes Serratos et al., 2017
- †Styxosaurus  Welles, 1943
- †Terminonatator Sato, 2003

## Galerie

Reconstitution artistique
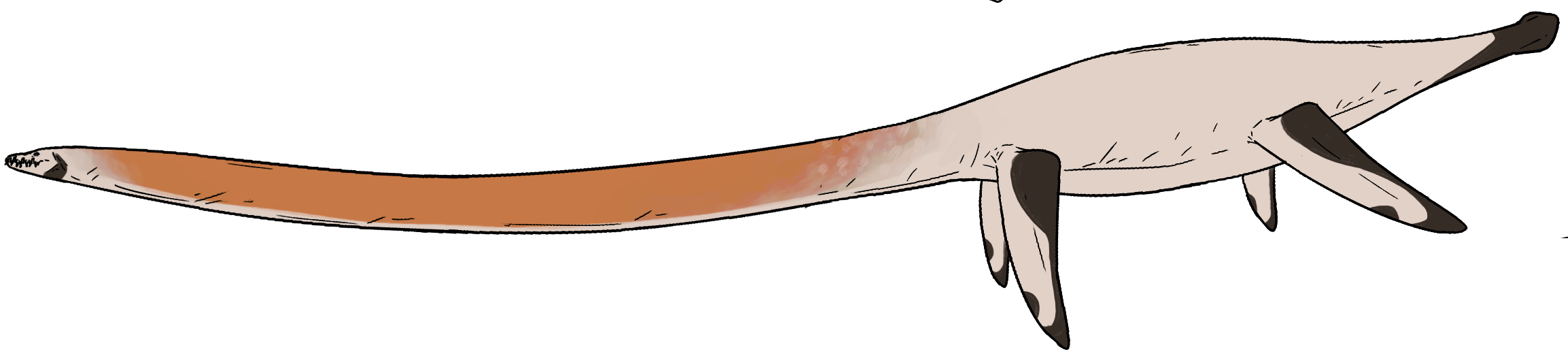
Albertonectes vanderveldei.
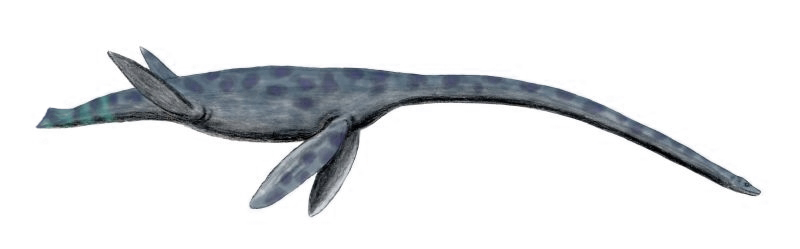
Styxosaurus snowii
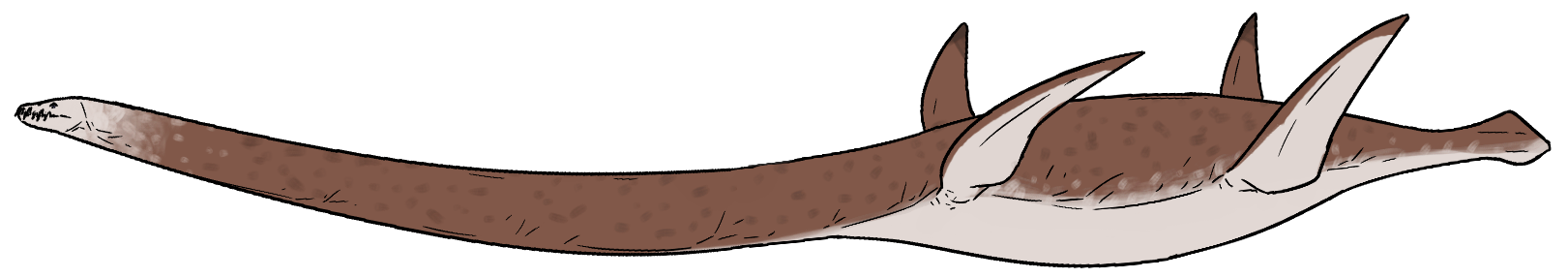
Terminonatator ponteixensis

### Publication originale
- [2019] (en) S. P. Welles, « A new species of elasmosaur from the Aptian of Colombia and a review of the Cretaceous plesiosaurs », University of California Publications in Geological Sciences, vol. 44, no 1,‎ 1962, p. 1-96.